# Praon lepelleyi
Praon lepelleyi är en stekelart som beskrevs av James Waterston 1926. Praon lepelleyi ingår i släktet Praon och familjen bracksteklar. Arten är reproducerande i Sverige. Inga underarter finns listade i Catalogue of Life.